# النا دیمنتیوا
النا دیمنتیوا () (متولد ۱۵ اکتبر ۱۹۸۱ در مسکو) از تنیسورهای بازنشستهٔ اهل روسیه است که دو مدال المپیک را در تک‌نفرهٔ زنان از جمله مدال طلای المپیک ۲۰۰۸ پکن کسب کرد. او ۱۶ عنوان دبلیوتی‌ای را در کارنامهٔ خود دارد؛ هم‌چنین به فینال آزاد فرانسه۲۰۰۴ و آزاد آمریکا۲۰۰۴ و نیمه‌نهایی ۷ گرنداسلم دیگر نیز راه پیدا کرد. دیمنتیوا به همراه تیم روسیه قهرمان فد کاپ ۲۰۰۵ شد و در بخش قهرمانی تور دبلیوتی‌ای ۲۰۰۲ به همراه جانت هوسارووا به مقام قهرمانی دست پیدا کرد و به عنوان رانر-آپ در دو فینال دونفرهٔ آزاد آمریکای ۲۰۰۲ و ۲۰۰۵ حضور داشت. بالاترین رتبهٔ او ۳ بود که در تاریخ ۶ آوریل ۲۰۰۹ حاصل شد. وی پس از آخرین مسابقه‌اش در قهرمانی تور دبلیوتی‌ای ۲۰۱۰ اعلام بازنشستگی کرد در حالی که در رتبهٔ ۹ جهانی قرار داشت. در طی سال‌های ۲۰۰۳ تا ۲۰۱۰ تنها یک بار در رده‌بندی پایان سال خارج از ده نفر اول بود.